# اچ‌ام‌اس پنگوئن (۱۸۱۳)
اچ‌ام‌اس پنگوئن (۱۸۱۳) (به انگلیسی: HMS Penguin (1813)) یک کشتی بود که طول آن ۱۰۰ فوت ۵ اینچ (۳۰٫۶۱ متر) بود. این کشتی در سال ۱۸۱۳ ساخته شد.